# Trolejbusová doprava v Zugdidi

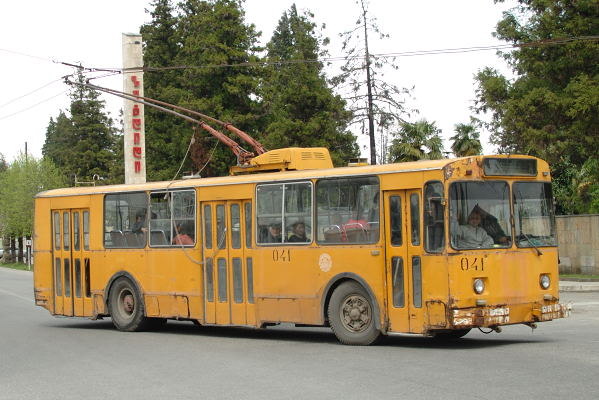
Trolejbus ZiU-9 v Zugdidi (2009)

V gruzínském městě Zugdidi byla do roku 2009 v provozu trolejbusová doprava.
Zugdidská trolejbusová síť byla nejmladším systémem v zemi. Trolejbusy zde začaly jezdit 25. února 1986 a maximální délky dosáhla síť v roce 1991, kdy jezdilo 16 trolejbusů na dvou linkách o celkové délce 22,5 km. V letech 1992–1994 byl provoz v Zugdidi kvůli občanské válce přerušen. V roce 2003 již byla v provozu pouze jediná linka o délce 5,5 km, kterou obsluhovalo 8 vozidel. Provoz na ní byl zastaven v červnu 2009.
Do Zugdidi byl dodán pouze jediný vůz československé výroby, konkrétně šlo o trolejbus Škoda 14Tr zakoupený ve druhé polovině 80. let 20. století. Další vůz stejného typu byl získán jako ojetý z Tbilisi v roce 2002. Páteří vozového parku se tak staly ruské trolejbusy ZiU-9, které byly roku 2006 doplněny také třemi modernějšími vozy ZiU-682 původem z Athén.